# Carlos Vermut
Carlos Vermut, verkligt namn Carlos López del Rey, född 1980 i Madrid, är en spansk filmregissör, manusförfattare och serieskapare. Efter att ha gjort flera seriealbum och kortfilmer långfilmsdebuterade han 2011 med Diamond flash, som gjordes för en budget på 20 000 euro, släpptes gratis på Internet och snabbt fick kultstatus i Spanien. Hans nästa långfilm var Magical girl, en spänningskomedi som kretsar kring en mans försök att införskaffa ett dyrt samlarobjekt från en animeserie åt sin dödssjuka dotter. Filmen vann Guldsnäckan vid filmfestivalen i San Sebastián 2014 och gav Vermut Goyanomineringar för bästa regi och bästa manus.

## Filmografi
- Maquetas (2009) – kortfilm
- Michirones (2009) – kortfilm
- Diamond flash (2011)
- Don Pepe Popi (2012) – kortfilm
- Magical girl (2014)
- Quién te cantará (2018)